# Libby Holman
Libby Holman (Cincinnati, Ohio, 1904. május 23. – Stamford, Connecticut, 1971. június 18.) amerikai énekesnő, színésznő, aki ismertségét tehetsége mellett tragikus, rejtélyes magánéletének is köszönhette.
Valószínűleg kevés hozzá hasonlóan tragikus életúttal rendelkező művésznő volt. Meghalt két férje, gyermeke, testvérei (utóbbiak iszonyatos kerülmények között, egyikük szkizofrén volt, és kiszúrta a saját szemét, a másik szándékosan előidézett egy repülőgép-szerencsétlenséget, melyben életét vesztette). Saját élete is tragikusan ért véget: szándékosan megmérgezte magát.

## Élete a karrierje előtt
Nem született szegény családba, de sosem érdekelte a pénz. Fiatalon nem akart színésznő lenni, leginkább a nők társaságát kereste, ugyanis Libby Holman biszexuális volt (bár fiatal éveiben leginkább csak nőkkel ápolt szoros kapcsolatot, férfiakkal alig). Ez szüleit egy cseppet sem zavarta, éppen ellenkezőleg, édesanyja kifejezetten szerette lányának „furcsaságát”. Szülei: Alfred Holzman (1867–1947) és Rachel Florence Workum Holzman (1873–1966) az 1920-as éveket meghazudtolóan laza és szabados szelleműek voltak. Ezért az sem zavarta őket, ha lányuk kabarékban énekelt és táncolt, sőt olykor meg is nézték őt. A legjobb iskolába járatták. Szülei annyira szerették volna, hogy lányuk boldog legyen, hogy még személyi iratait is meghamisították. Holman túl idős lett volna a színészeti kurzusra, amire jelentkezett. 16 évesen nem vették volna fel (a maximális korhatár 14 volt), ezért szülei később egy 1906-os születési dátumot adtak meg Libby születési éveként (erre csak halála után derült fény). 1924 nyarán a Studio Club meghívására New Yorkba utazott, és elindult a csillogás világa felé.

## Karrier
Noha csinos volt, sok rendező úgy találta, Libby túl kövér a szerepekhez, ezért (mivel a lány nem volt hajlandó fogyókúrázni) inkább csak kisebb szerepeket osztottak rá. Neki ez nem tetszett, ezért azt kérte Channing Pollock írótól, hogy adja neki a The Fool főszerepét. Az író először nem neki szánta, de annyira megtetszett neki a lány, hogy végül ő játszotta el a címszerepet, osztatlan sikerrel. 1925-ben már a Broadwayen debültált a The Sapphire Ring című előadásban. A siker itt sem maradt el.
1929-ben visszatért a Broadwayre a The Little Show című darabbal, melyben előadta Moanin' Low című dalát (melyet Ralph Rainger kifejezetten Libby számára írt, és egy kurtizán egy éjszakáját meséli el). Ezzel megszerezte a közönség és a szakma elismerését is, a Moanin' Low sláger lett, a darab pedig siker. Libby Holman sztár lett.

## Magánélete és az 1940-es, 50-es évek
Bár csillaga fényesen ragyogott, a Moanin' Low még mindig sláger volt, Libby jobbnak látta (a kevesebb több elvén), ha kicsit visszavonul a reflektorfényből, és férjhez megy. 1931-ben férjhez ment Zachary Smith Reynoldshoz. Viszont Libby nem gondolta, hogy folyamatosan férje mellett kellene lennie, a férfi mellett a nőket sem vetette meg, s bár férjét zavarta Libby kicsapongó életstílusa, a színésznő nem törődött férje intő szavaival. Házasságuk sajnos nem tartott sokáig, talán egy teljes évig sem, ugyanis Zachary 1932-ben meghalt. Libby férje halála után pár héttel megszülte első (és egyetlen) gyermekét, aki 1950-ben meghalt egy hegymászást során.
Kicsapongó életstílusa védjegyévé vált, így nem sokkal férje halála után visszatért a bárokba és kocsmákba, ahol nők és férfiak vették körül. Végül mégis újraházasodott. Ralph Holmes volt az új férj, 1939-ben, aki nagyon jól tudta kezelni Libby kicsapongásait. Énekesnőként folytatta karrierjét, színésznőként ritkán szerepelt, az utolsó darab, melyben játszott, az 1938-as You Never Know.
Ralp Holmes 1945-ben meghalt. Libbyre az újságok ráragasztották a Fekete özvegy jelzőt, és mindenki félve gondolt arra, mi történhetett mindkét férjével.

## Az 1960-as évektől a haláláig
1960-ban megint férjhez ment, immáron harmadjára. Louis Schanker, a férj megígérte Libbynek, hogy boldog család lesznek, és elfelejtenek minden rosszat, ami a múltban történt.
Libby két testvére furcsa pszichikai tüneteket produkált, egyikük folyton a halálról, másikuk pedig egy vele azonos másik személyről beszélt. Libby kezdett összeomlani, amikor látta, hogy minden szeretett személy, akihez valaha is köze volt, vagy meghalt, vagy beteg. Édesanyja halála volt az utolsó csepp a pohárban.
Libby és férje ezután visszavonultan éltek, nem beszéltek senkivel, és nem szerepeltek a médiában.
Libby Holmes 1971. június 18-án öngyilkosságot követett el, szén-monoxid-mérgezésben meghalt. 67 éves volt.
Halála után neve sokáig a feledés homályába merült, ám az internetnek köszönhetően manapság már ismét óriási rajongótábora van elsősorban dalainak. Azt, hogy mi történt özvegyével, Louis Schankerrel, nem tudni. Egyesek szerint meghalt, mások szerint valahol Európában él.
Később, Libby halála után, testvére szkizofréniás tünetei erősödtek, és még az orvos kiérkezése előtt kivágta saját szemét, megvakult, de nem halt meg azonnal. A kórházban ellátták, de elharapta a nyelvét és elvérzett (1973). Amikor ezt kisebbik testvére megtudta, elkérte Libby magángépét, mely két másik utassal a fedélzeten felszállt, majd szándékosan balesetet okozva rángatta a pilótát, aki elvesztette az uralmát a repülő felett, és az lezuhant (1976).

## Színházi szerepei
- The Sapphire Ring (1925)
- Garrick Gaeties (1925)
- Greenwich Village Follies (1926)
- Merry-Go-Round (1927)
- Rainbow (1928)
- Ned Wayburn's Gambols 1929)
- The Little Show (1929)
- Three's a Crowd (1930)
- Revenge with Music(1934)
- You Never Know (1938)
- Blues, Ballads, and Sin Songs (1954)